# Pestkapelle (Bairawies)

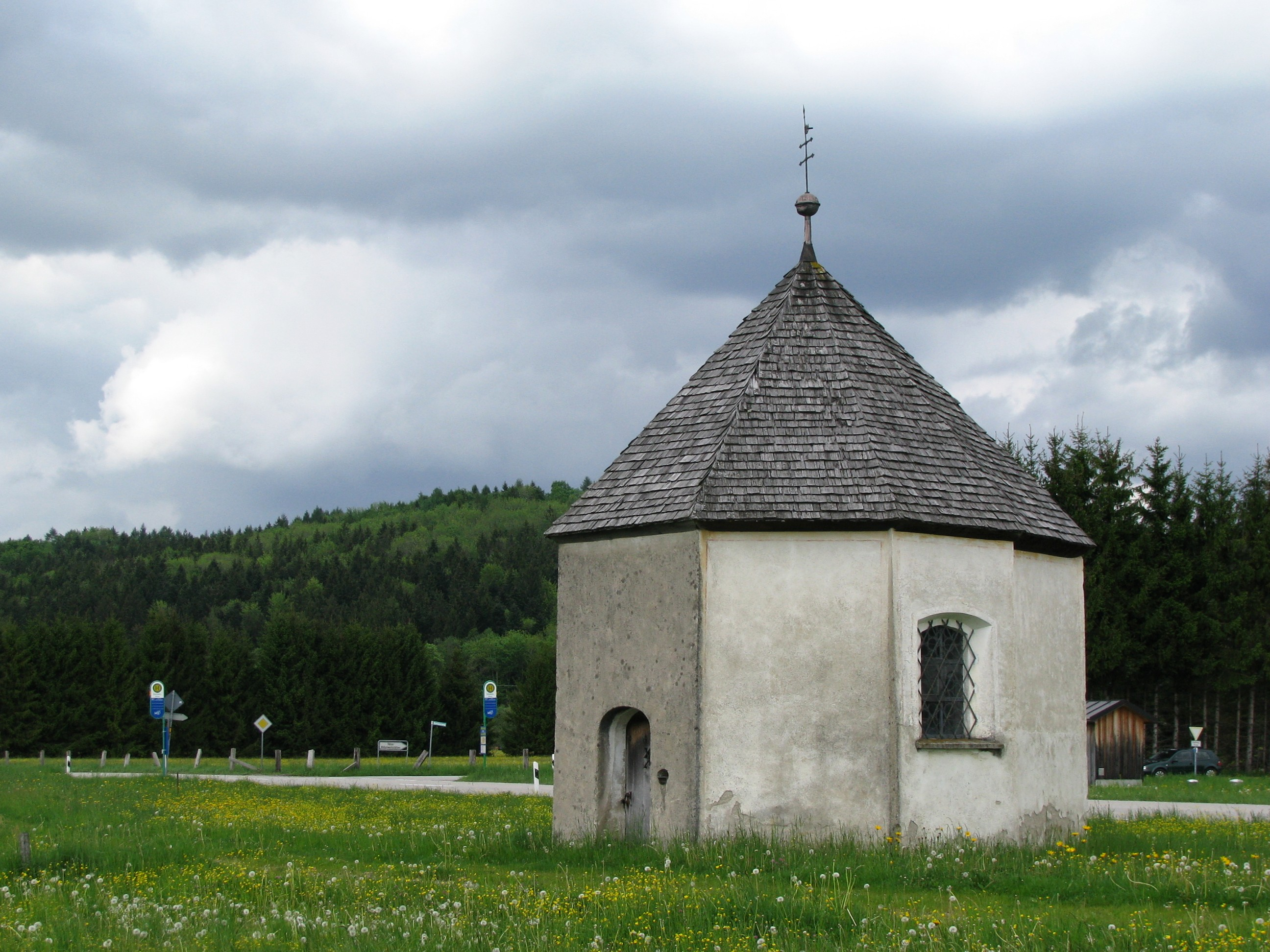
Pestkapelle in Bairawies

Die römisch-katholische Pestkapelle steht in Bairawies, einem Gemeindeteil von Dietramszell im oberbayerischen Landkreis Bad Tölz-Wolfratshausen. Das Bauwerk ist als Baudenkmal unter der Nr. D-1-73-118-46 eingetragen.

## Beschreibung
Die 1762 gebaute Kapelle ist ein barocker, oktogonaler Zentralbau, der mit einem Zeltdach bedeckt ist. 
Der Innenraum hat vier Apsiden und ist mit einer Flachdecke überspannt, auf der Rochus von Montpellier und der heilige Sebastian als Schutzpatrone dargestellt sind.